# Karnei Shomron

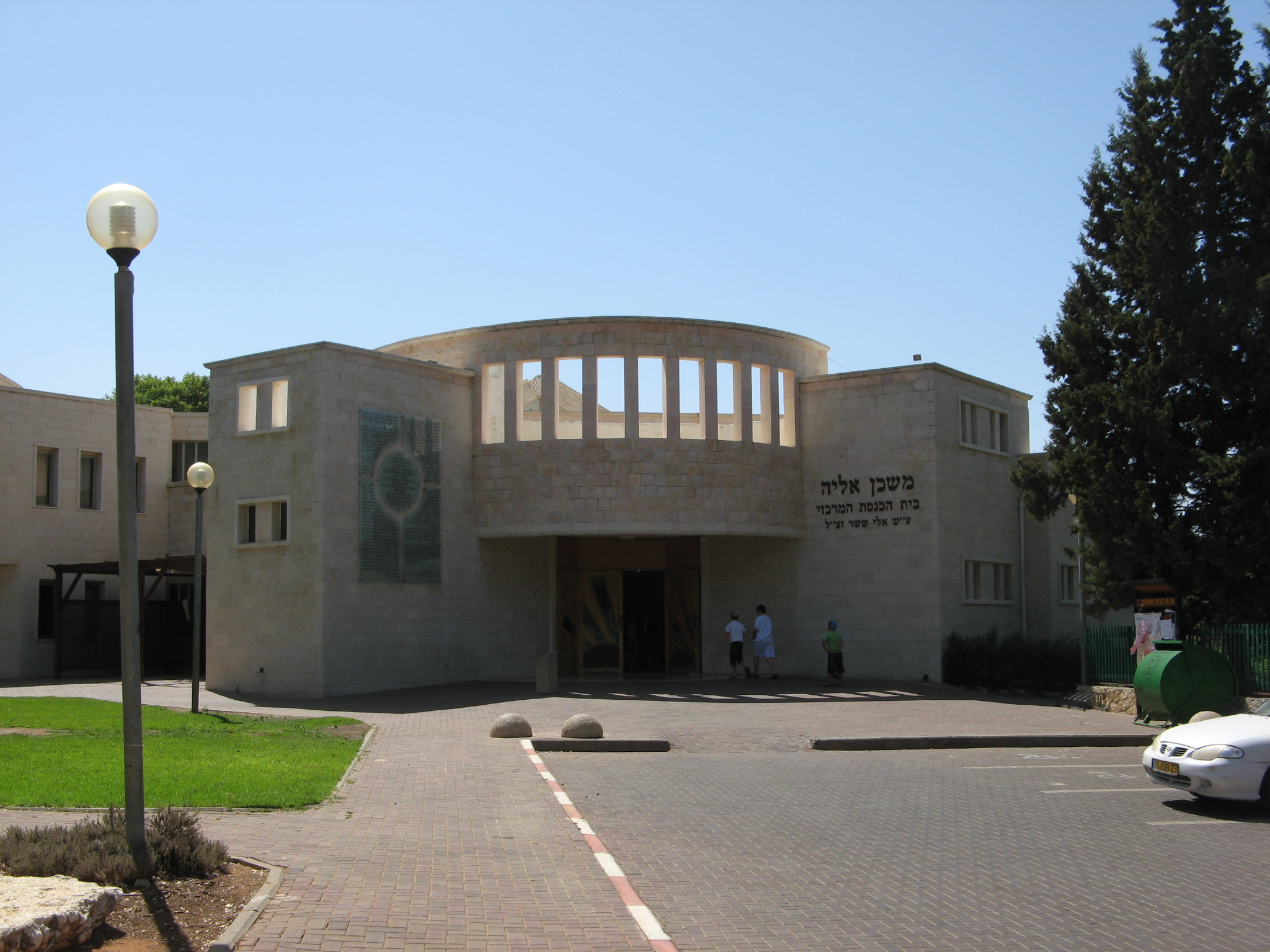
School in het dorp

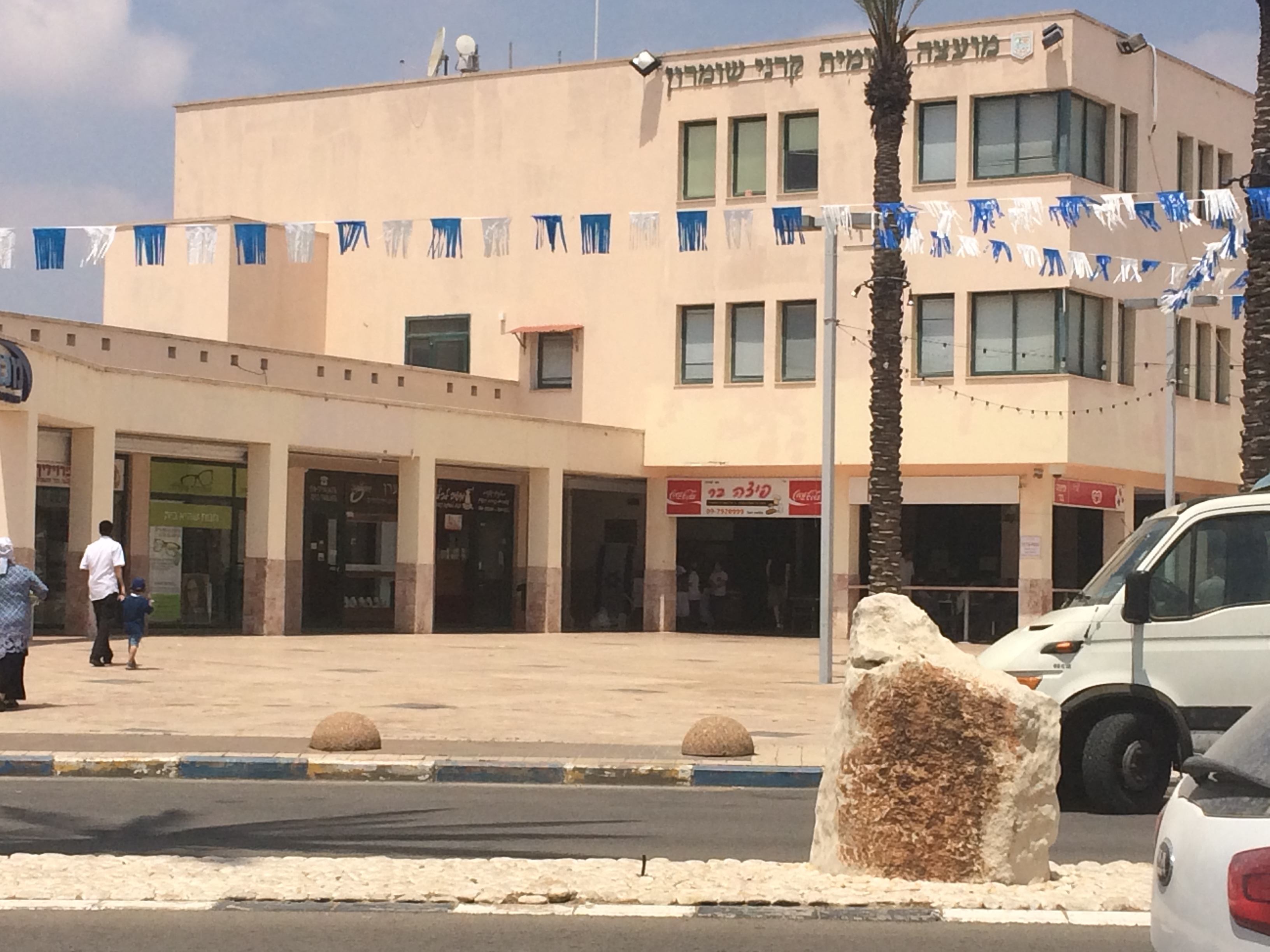
Het winkelcentrum

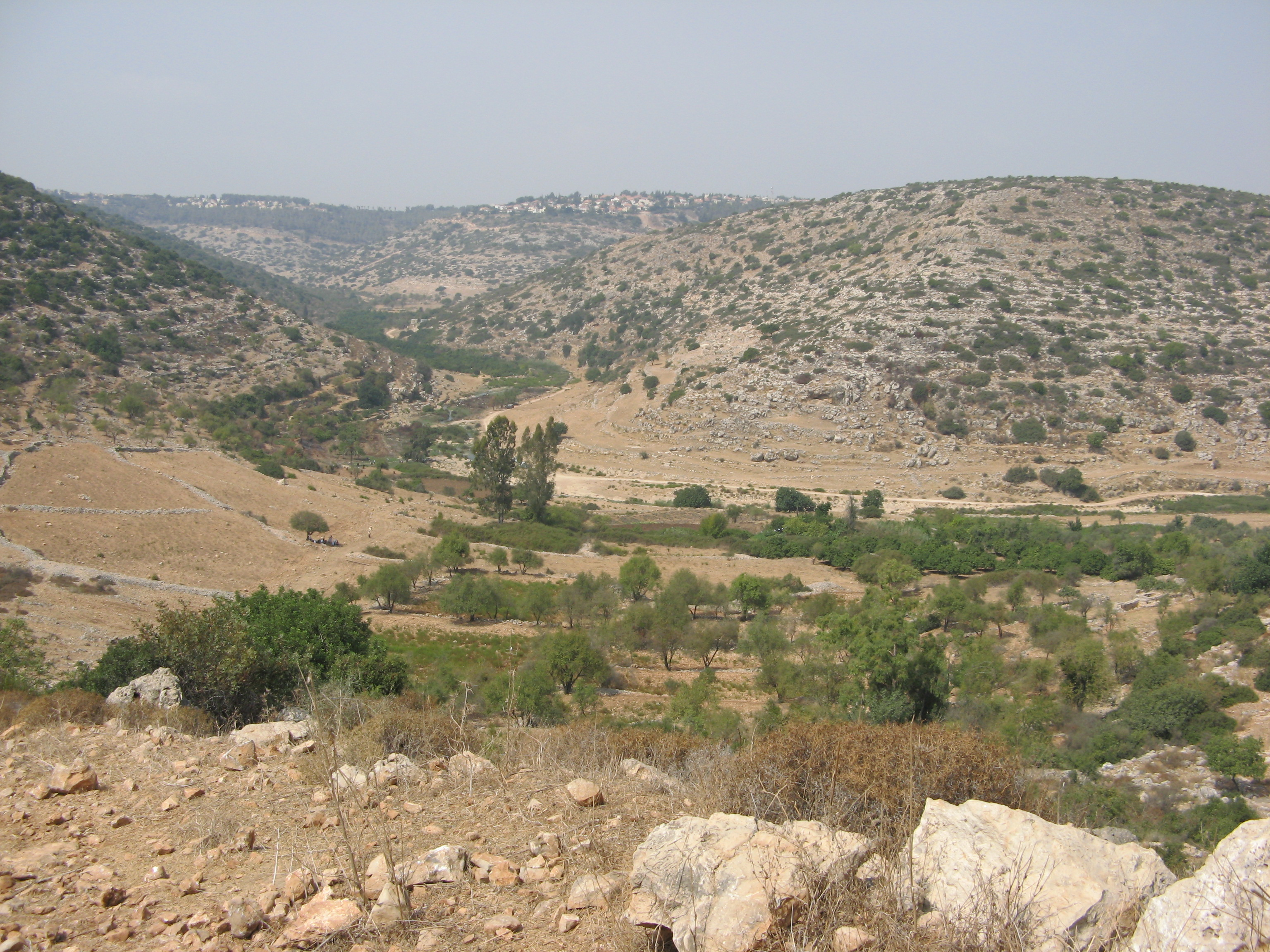
Wadi Qana

Karnei Shomron (Hebreeuws: קַרְנֵי שׁוֹמְרוֹן) is een Israëlische kolonie op de Westelijke Jordaanoever. Het dorp heeft circa 7700 inwoners en de naam betekent 'herrijzenis van het licht in Samaria'. In de nabijheid van het dorp ligt het natuurgebied Wadi Qana.

## Geschiedenis
Het dorp is gesticht in 1977. In de jaren '90 is het dorp uitgebreid met een wijk met immigranten vanuit de Verenigde Staten.

### Conflict
Op zaterdagavond 16 februari 2002 liet een Palestijnse zelfmoordterrorist een bomvest ontploffen in het winkelcentrum in Karnei Shomron. Een vrouw en een jongen kwamen om het leven. Het Volksfront voor de Bevrijding van Palestina claimde de verantwoordelijkheid voor de aanslag.

## Status
De Europese Unie, de Verenigde Naties en de meerderheid van de internationale gemeenschap beschouwen de nederzettingen als illegaal volgens het internationaal recht. Een groot aantal VN-veiligheidsraadsresoluties (446, 452, 465, 471, 2334) hebben de kolonies dan ook als zodanig bestempeld. Israël bestrijdt dit.